# HE 1523-0901

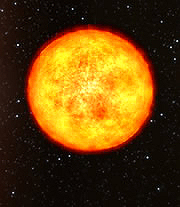
HE 1523-0901

A HE 1523-0901 az eddig felfedezett egyik legöregebb csillag a Tejútrendszerben.
A Mérleg csillagképben található, távolsága a Földtől mintegy 7500 fényév.

## Kora
Kora a ESO Very Large Telescope mérései alapján 13,2 milliárd év, ezzel a legöregebb csillagok közé tartozik, és közel magával az univerzummal egyidős (aminek becsült kora 13,8 milliárd év a Planck műhold mérései alapján).  Az életkor  mérési bizonytalansága 0,7 és 2,7 milliárd év közötti, a bizonytalanság meghatározásához használt feltételezések függvényében, habár a relatív életkor bizonytalansága ennél és más csillagoknál kisebb, ugyanezt a módszert használva. Az első csillag, melynek korát a urán- és tóriumizotópok gyakoriságának alapján határozták meg, később pedig ezen izotópok másik három, neutronbefogásra alkalmas stabil elemhez viszonyított gyakoriságát is sikerült meghatározni, így már két módszerrel igazolták azt. Úgy vélik, azon első generációs csillagok maradványaiból alakult ki, melyek elérték életkoruk végét és szupernóvaként robbantak fel az ismert anyag korai története idején.

## Külső hivatkozások
HE 1523-0901: a DSS2, az SDSS Data Release 1, 3, 4, 5, 6 és az IRAS képein, Hidrogén α, Röntgen- és ultraibolya tartományban, Asztrofotókon és Csillagtérképen. További cikkek és képek az objektumról WikiSky-on.
- A kutatás az Astrophysical Journal 2007. május 10-i számában jelent meg, írója Anna Frebel és mások.